# UCI Europe Tour 2010
De UCI Europe Tour 2010 was de zesde editie van de UCI Europe Tour, een van de vijf Continentale circuits van de UCI. Deze competitie omvatte meer dan 300 wedstrijden, en liep van 18 oktober 2009 tot en met 17 oktober 2010.
Dit is een overzichtspagina met klassementen, ploegen en de winnaars van de belangrijkste UCI Europe Tour wedstrijden in 2010.

## Uitslagen belangrijkste wedstrijden
Zijn opgenomen in deze lijst: alle wedstrijden van de UCI Europe Tour-kalender van de categorieën 1.HC, 1.1, 2.HC en 2.1 en de Europese wedstrijden van de UCI Nations Cup U23 / 2010.

### Oktober 2009
| Datum | Wedstrijd          | Categorie | Winnaar              | Etappewinnaars |
| ----- | ------------------ | --------- | -------------------- | -------------- |
| 18    | Chrono des Nations | 1.1       | Aleksandr Vinokoerov |                |

### Januari
| Datum | Wedstrijd                 | Categorie | Winnaar          | Etappewinnaars |
| ----- | ------------------------- | --------- | ---------------- | --- |
| 30-02 | Ronde van Reggio Calabria | 2.1       | Matteo Montaguti | \| 1 \| Matteo Montaguti \| \| 2 \| Alessandro Petacchi \| \| 3 \| Giuseppe Muraglia \| \| 4 \| Alessandro Petacchi \| |
| 18    | GP La Marseillaise        | 1.1       | Jonathan Hivert  | |
|       |                           |           |                  | |
| 1     | Matteo Montaguti          |           |                  | |
| 2     | Alessandro Petacchi       |           |                  | |
| 3     | Giuseppe Muraglia         |           |                  | |
| 4     | Alessandro Petacchi       |           |                  | |

### Februari
| 1 | Borut Božič     |
| 2 | Borut Božič     |
| 3 | Samuel Dumoulin |
| 4 | Arnaud Molmy    |
| 5 | Niko Eeckhout   |

| 1 | Jawhen Hoetarovitsj   |
| 2 | Jussi Veikkanen       |
| 3 | Jawhen Hoetarovitsj   |
| 4 | Julien El Fares       |
| 5 | Francesco Masciarelli |

| 1 | Benoît Vaugrenard  |
| 2 | André Greipel      |
| 3 | Alberto Contador   |
| 4 | Sébastien Rosseler |
| 5 | Luis León Sánchez  |

| 1 | Rinaldo Nocentini   |
| 2 | Christophe Le Mével |

| 1 | Sergio Pardilla   |
| 2 | Óscar Freire      |
| 3 | Óscar Freire      |
| 4 | Alex Rasmussen    |
| 5 | Francisco Ventoso |

| 1 | Francesco Gavazzi   |
| 2 | Roman Kreuziger     |
| 3 | Alessandro Petacchi |
| 4 | Danilo Hondo        |
| 5 | Alberto Loddo       |

* met terugwerkende kracht tot 1 januari 2010 werden alle resultaten van Valverde geschrapt ten gevolge van een veroordeling wegens doping

### Maart
| 1 | Robert Hunter   |
| 2 | Robert Hunter   |
| 3 | Luke Roberts    |
| 4 | František Raboň |
| 5 | Theo Bos        |

| 1 | Jens Keukeleire |
| 2 | Robert Wagner   |
| 3 | Kris Boeckmans  |

| 1a | Francesco Chicchi  |
| 1b | Francesco Chicchi  |
| 2  | José Serpa         |
| 3  | Przemysław Niemiec |
| 4  | Marko Kump         |
| 5  | Bartosz Huzarski   |

| 1 | Arkimedes Arguelyes |
| 2 | Arnaud Courteille   |
| 3 | Tom Dumoulin        |

| 1 | Pierrick Fédrigo |
| 2 | Russell Downing  |
| 3 | David Millar     |

| 1  | Steve Chainel    |
| 2  | Sébastien Turgot |
| 3a | David Millar     |
| 3b | Tyler Farrar     |

| Proloog | Michele Scarponi |
| 1       | Bartosz Huzarski |
| 2       | Mattia Gavazzi   |
| 3       | Riccardo Riccò   |
| 4       | José Serpa       |
| 5       | Riccardo Riccò   |

### April
| 1  | Luis León Sánchez |
| 2a | Tiago Machado     |
| 2b | Anthony Ravard    |
| 3  | Samuel Dumoulin   |
| 4  | Anthony Ravard    |

| 1 | André Greipel     |
| 2 | André Greipel     |
| 3 | Giovanni Visconti |
| 4 | Giovanni Visconti |
| 5 | André Greipel     |
| 6 | André Greipel     |
| 7 | Elia Viviani      |
| 8 | André Greipel     |

| 1 | Theo Bos             |
| 2 | Theo Bos             |
| 3 | Igor Antón Hernández |
| 4 | Alberto Contador     |
| 5 | Sérgio Ribeiro       |

| 1 | Aleksandr Vinokoerov |
| 2 | Riccardo Riccò       |
| 3 | Alessandro Bertolini |
| 4 | Domenico Pozzovivo   |

| 1 | Enrico Battaglin |
| 2 | Angelo Pagani    |

| 1  | Pablo Urtasun       |
| 2  | Angel Vicioso       |
| 3a | Joaquín Sobrino     |
| 3b | Beñat Intxausti     |
| 4  | Fabio Duarte        |
| 5  | Constantino Zaballa |

### Mei
| 1 | Alex Rasmussen    |
| 2 | Danilo Napolitano |
| 3 | Alex Rasmussen    |
| 4 | Martin Elmiger    |
| 5 | Benoit Vaugrenard |

| 1 | Marek Rutkiewicz  |
| 2 | Tomasz Marczyński |
| 3 | Łukasz Bodnar     |
| 4 | André Schulze     |

| 1 | Kenny van Hummel  |
| 2 | Ben Swift         |
| 3 | Jimmy Casper      |
| 4 | Giovanni Visconti |

| 1 | Jawhen Hoetarovitsj |
| 2 | Fabio Felline       |
| 3 | Fabio Felline       |
| 4 | Pierre Rolland      |
| 5 | Anthony Roux        |

| 1 | Philippe Gilbert |
| 2 | Kenny van Hummel |
| 3 | Jimmy Casper     |
| 4 | Dominique Cornu  |
| 5 | Ben Hermans      |

| 1 | Rubén Pérez    |
| 2 | Robert Wagner  |
| 3 | Gerald Ciolek  |
| 4 | Maxime Monfort |
| 5 | Marcin Sapa    |

### Juni
| 1 | Jimmy Engoulvent  |
| 2 | Giovanni Visconti |
| 3 | Fränk Schleck     |
| 4 | Tony Gallopin     |
| 5 | Gorka Izagirre    |

| Proloog | Jos van Emden   |
| 1       | Mitchell Docker |
| 2       | Robert Wagner   |

| 1 | Jos van Emden     |
| 2 | Francisco Ventoso |
| 3 | Gregory Henderson |
| 4 | Adam Hansen       |
| 5 | Kris Boeckmans    |

| 1 | Grega Bole        |
| 2 | Grega Bole        |
| 3 | Vincenzo Nibali   |
| 4 | Francesco Chicchi |

| 1 | Florian Vachon  |
| 2 | David Moncoutié |
| 3 | Blel Kadri      |
| 4 | Mitchell Docker |

| 1 | André Schulze |
| 2 | Adam Wadecki  |
| 3 | André Schulze |
| 4 | Jacek Morajko |
| 5 | Jacek Morajko |
| 6 | André Schulze |

### Juli
| 1 | André Greipel        |
| 2 | Riccardo Riccò       |
| 3 | Leonardo Bertagnolli |
| 4 | Riccardo Riccò       |
| 5 | Nick Nuyens          |
| 6 | André Greipel        |
| 7 | Joost Posthuma       |
| 8 | Graeme Brown         |

| 1 | Francisco Ventoso |
| 2 | Gustav Larsson    |
| 3 | Sergio Pardilla   |

| 1 | Emanuele Vona      |
| 2 | Domenico Pozzovivo |
| 3 | Chris Sutton       |
| 4 | Domenico Pozzovivo |
| 5 | Roberto Ferrari    |

| 1 | Danilo Napolitano |
| 2 | Stefan van Dijk   |
| 3 | Kristof Goddaert  |
| 4 | Laurent Mangel    |
| 5 | Russell Downing   |

### Augustus
| 1 | Mickaël Buffaz |
| 2 | Arthur Vichot  |

| 1  | Matthew Goss        |
| 2  | Michael Van Staeyen |
| 3  | Matti Breschel      |
| 4a | Mark Renshaw        |
| 4b | Svein Tuft          |
| 5  | Hayden Roulston     |

| 1 | Koldo Fernández |
| 2 | Samuel Sánchez  |
| 3 | Giampalo Caruso |
| 4 | Romain Feillu   |
| 5 | Samuel Sánchez  |

| Proloog | Jimmy Engoulvent |
| 1       | Oleg Chuzhda     |
| 2       | Sérgio Ribeiro   |
| 3       | Jimmy Casper     |
| 4       | David Blanco     |
| 5       | José Herrada     |
| 6       | José Mendes      |
| 7       | David Blanco     |
| 8       | Sérgio Ribeiro   |
| 9       | David Bernabéu   |
| 10      | Cândido Barbosa  |

| Proloog | Haimar Zubeldia   |
| 1       | Stéphane Poulhiès |
| 2       | Romain Feillu     |
| 3       | Maxime Bouet      |
| 4       | Wout Poels        |

| 1 | Jérémy Galland      |
| 2 | Gustav Larsson      |
| 3 | Aleksandr Botsjarov |
| 4 | Davide Appollonio   |

| 1  | Anthony Roux     |
| 2  | Anthony Ravard   |
| 3a | Jimmy Engoulvent |
| 3b | Markel Irizar    |
| 4  | Jimmy Casper     |

### September
| Proloog | Taylor Phinney    |
| 1       | John Degenkolb    |
| 2       | Anthony Delaplace |
| 3       | Yannick Eijssen   |
| 4       | Romain Hardy      |
| 5       | John Degenkolb    |
| 6       | Nairo Quintana    |
| 7       | Nairo Quintana    |

| 1 | André Greipel    |
| 2 | Greg Henderson   |
| 3 | Michael Albasini |
| 4 | Wout Poels       |
| 5 | Marco Frapporti  |
| 6 | André Greipel    |
| 7 | Borut Božič      |
| 8 | André Greipel    |

| 1 | Adam Blythe      |
| 2 | Jacopo Guarnieri |
| 3 | Adam Blythe      |
| 4 | Wouter Weylandt  |

### Oktober
| Datum | Wedstrijd                               | Categorie | Winnaar          | Etappewinnaars |
| ----- | --------------------------------------- | --------- | ---------------- | -------------- |
| 3     | Ronde van het Münsterland               | 1.HC      | Joost van Leijen |                |
| 5     | Binche-Doornik-Binche                   | 1.1       | Elia Viviani     |                |
| 7     | Coppa Sabatini                          | 1.1       | Riccardo Riccò   |                |
| 7     | Parijs-Bourges                          | 1.1       | Anthony Ravard   |                |
| 9     | Ronde van Emilia                        | 1.HC      | Robert Gesink    |                |
| 10    | GP Beghelli                             | 1.1       | Dario Cataldo    |                |
| 10    | Parijs-Tours                            | 1.HC      | Óscar Freire     |                |
| 12    | Nationale Sluitingsprijs Putte-Kapellen | 1.1       | Adam Blythe      |                |
| 15    | Ronde van Piemonte                      | 1.1       | Philippe Gilbert |                |
| 18    | Chrono des Nations                      | 1.1       | David Millar     |                |

## Eindklassementen
| Rang | Renner             | Punten |
| ---- | ------------------ | ------ |
| 1    | Giovanni Visconti  | 787    |
| 2    | Stefan van Dijk    | 653    |
| 3    | Riccardo Riccò     | 569    |
| 4    | Domenico Pozzovivo | 493    |
| 5    | Romain Feillu      | 482    |
| 6    | Marco Marcato      | 457    |
| 7    | Jens Keukeleire    | 378    |
| 8    | Sergio Pardilla    | 363    |
| 9    | Francisco Ventoso  | 361    |
| 10   | Enrico Rossi       | 360    |

| Rang | Ploegen                                         | Punten  |
| ---- | ----------------------------------------------- | ------- |
| 1    | Vacansoleil Pro Cycling Team                    | 2.624,4 |
| 2    | Saur-Sojasun                                    | 1.564   |
| 3    | ISD-Neri                                        | 1.503,2 |
| 4    | Cofidis                                         | 1.481   |
| 5    | CarmioOro NGC                                   | 1.423   |
| 6    | Androni Giocattoli-Serramenti PVC Diquigiovanni | 1.184   |
| 7    | Colnago-CSF Inox                                | 1.158   |
| 8    | Topsport Vlaanderen-Mercator                    | 1.141   |
| 9    | Verandas Willems                                | 1.089   |
| 10   | Skil-Shimano                                    | 1.072   |

| Rang | Land      | Punten  |
| ---- | --------- | ------- |
| 1    | Italië    | 4.166,6 |
| 2    | Frankrijk | 3.000,4 |
| 3    | Spanje    | 2.426,8 |
| 4    | Nederland | 2.426,8 |
| 5    | België    | 1.989   |
| 6    | Duitsland | 1.720,2 |
| 7    | Slovenië  | 1.551   |
| 8    | Polen     | 1.390   |
| 9    | Rusland   | 1.278   |
| 10   | Portugal  | 775     |

| Rang | Land        | Punten |
| ---- | ----------- | ------ |
| 1    | België      | 1.299  |
| 2    | Italië      | 1.240  |
| 3    | Nederland   | 1.018  |
| 4    | Frankrijk   | 834    |
| 5    | Duitsland   | 638    |
| 6    | Slovenië    | 585    |
| 7    | Polen       | 362    |
| 8    | Litouwen    | 235    |
| 9    | Rusland     | 223    |
| 10   | Wit-Rusland | 213    |

2005 · 
2006 · 
2007 · 
2008 · 
2009 · 
2010 · 
2011 · 
2012 · 
2013 · 
2014 · 
2015 · 
2016 · 
2017 ·
2018 ·
2019 ·
2020 ·
2021 ·
2022 ·
2023 ·
2024 ·
2025
Belangrijkste etappewedstrijden

Internationaal Wegcriterium · Driedaagse Brugge-De Panne · Ronde van de Alpen · Vierdaagse van Duinkerke · Ronde van Beieren · Ronde van Noorwegen · Ronde van België · Ronde van Luxemburg · Ronde van Oostenrijk · Ronde van Wallonië · Ronde van Burgos · Ronde van Denemarken · Arctic Race of Norway · Ronde van Groot-Brittannië
Belangrijkste eendaagse wedstrijden

Trofeo Laigueglia · GP Lugano · GP Nobili Rubinetterie · Dwars door Vlaanderen · Scheldeprijs · Brabantse Pijl · GP Kanton Aargau · Brussels Cycling Classic · GP Fourmies · Primus Classic Impanis-Van Petegem · Ronde van de Drie Valleien · Milaan-Turijn · Ronde van Piemonte · Ronde van het Münsterland · Ronde van Emilia · Parijs-Tours · GP Bruno Beghelli